# Iglesia de Nuestra Señora de la Luz (Garafía)
La iglesia de Nuestra Señora de La Luz se encuentra en Santo Domingo, la capital de Garafía. Este santuario del siglo XVI es el principal monumento religioso del municipio. Destaca por sus hermosas techumbres mudéjares y por ser el único templo de La Palma con dos naves, algo muy poco común en todo el archipiélago canario.

## Historia
El origen de la Iglesia de Nuestra Señora de La Luz se encuentra en la actual Ermita de San Antonio, ya que según los documentos más antiguos conservados, el obispo Don Alonso Ruiz de Virués, regente de la diócesis canariense de 1539 a 1545, dispuso que el templo se trasladase a la costa. Esta nueva iglesia, sería de una sola nave, y recibió la bendición el 6 de febrero de 1552 por el obispo de Marruecos don Sancho Trujillo, a pesar de que el templo aún no estaba finalizado.
Este suceso despertó un gran revuelo entre los vecinos de la parte alta de Garafía, que no estaban de acuerdo con la pérdida de su iglesia y demandaron la devolución de la imagen de San Antonio. Buscando una solución para ambas poblaciones, Diego Yanes, portugués y vecino de Santo Domingo, tuvo la idea de que la nueva iglesia se dedicase a Nuestra Señora de La Luz, mientras que el antiguo templo podía mantener su culto a San Antonio. De esta manera, a partir del verano de 1558 un mismo párroco debía atender las dos iglesias.
Esta iglesia también es singular porque durante decenas de años, todas las partidas sacramentales se redactaron en portugués. Esto se debe a que la mayoría de habitantes de este municipio eran de origen portugués, hecho que se ha traducido en numerosos topónimos, apelativos o canarismos, huella de un tiempo en el que España y Portugal estaban unidos bajo la misma corona.

## Leyenda del origen
Según la leyenda, Santa Cruz de La Palma contaba con una imagen de la Virgen de factura sevillana. Esta tenía como destino el puerto de Tazacorte. En el recorrido de la capital a dicho puerto, que se hizo bordeando la costa norte de la isla, los marineros se vieron obligados a parar ante un gran temporal que se encontraron al llegar al barranco que marca el comienzo de Santo Domingo. Al descargar la imagen, las aguas se calmaron rápidamente por lo que los navegantes se decidieron a continuar con el viaje. Sin embargo, el mar volvió a picarse de tal manera que por segunda vez, tuvieron que bajar la imagen por miedo a naufragar. El océano una vez más respondió con calma, a la vez que un haz de luz caía sobre el barranco. En este momento, los marineros se dieron cuenta de que debían dejar a la Virgen en ese lugar, al cuidado de los lugareños. Otro suceso sorprendente tuvo lugar entonces, al parecer, durante la noche, las llamas de la tea cambiaban continuamente los colores de la Virgen. La noticia llegó rápido a todos los lugares de la isla, convirtiendo este barranco y virgen de La Luz en un punto de peregrinación.

## Características
La iglesia primitiva de Nuestra Señora de La Luz consistía en una sola nave con su capilla mayor separada por un arco de cantería. Hasta que en el siglo XVI, se amplió el templo convirtiéndose en el único templo de La Palma de dos naves y uno de los pocos ejemplares presentes en Canarias.
En la cabecera de la nave principal, separada por un arco triunfal y dos colaterales, está situada la Capilla Mayor. El Retablo Mayor, de estilo barroco, está presidido por la imagen de Nuestra Señora de La Luz. En la Capilla de la Epístola se encuentra un retablo dedicado a Nuestra Señora del Rosario. Esta parte de la iglesia fue proyectada realmente como capilla cabecera de una tercera nave que nunca se llegó a construir. Sin embargo, cuenta con uno de los mejores artesonados mudéjares de todo Canarias. Frente a este retablo está además un Cristo Yacente de origen olotense que fue donado en 1984 por la Parroquia Matriz del Salvador de Santa Cruz de La Palma. Por último, está la Capilla del Evangelio, que es a su vez la cabecera de la segunda nave y contiene el Retablo de La Inmaculada.

## Galería

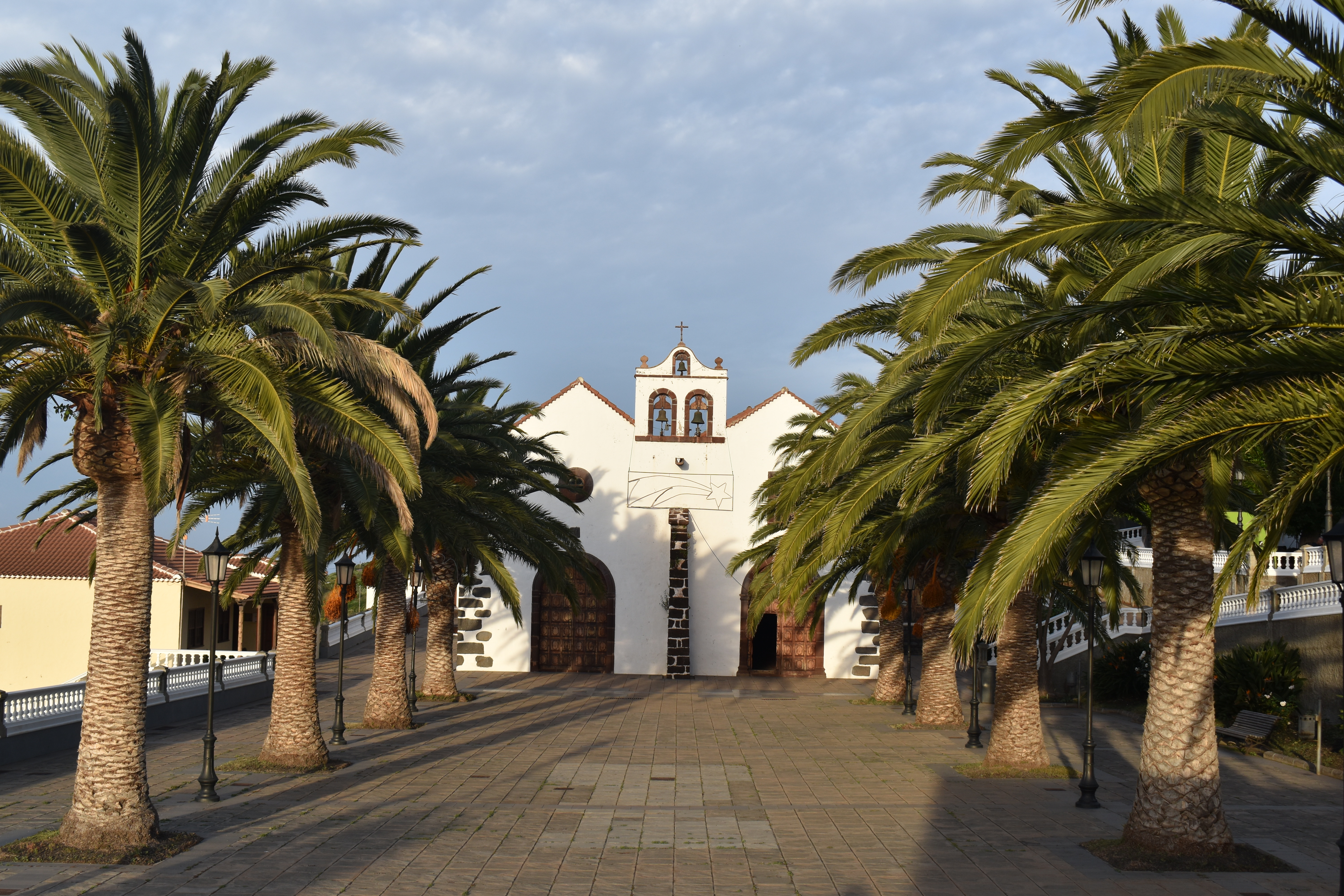
Vista Iglesia Nra Sra La Luz Garafia.
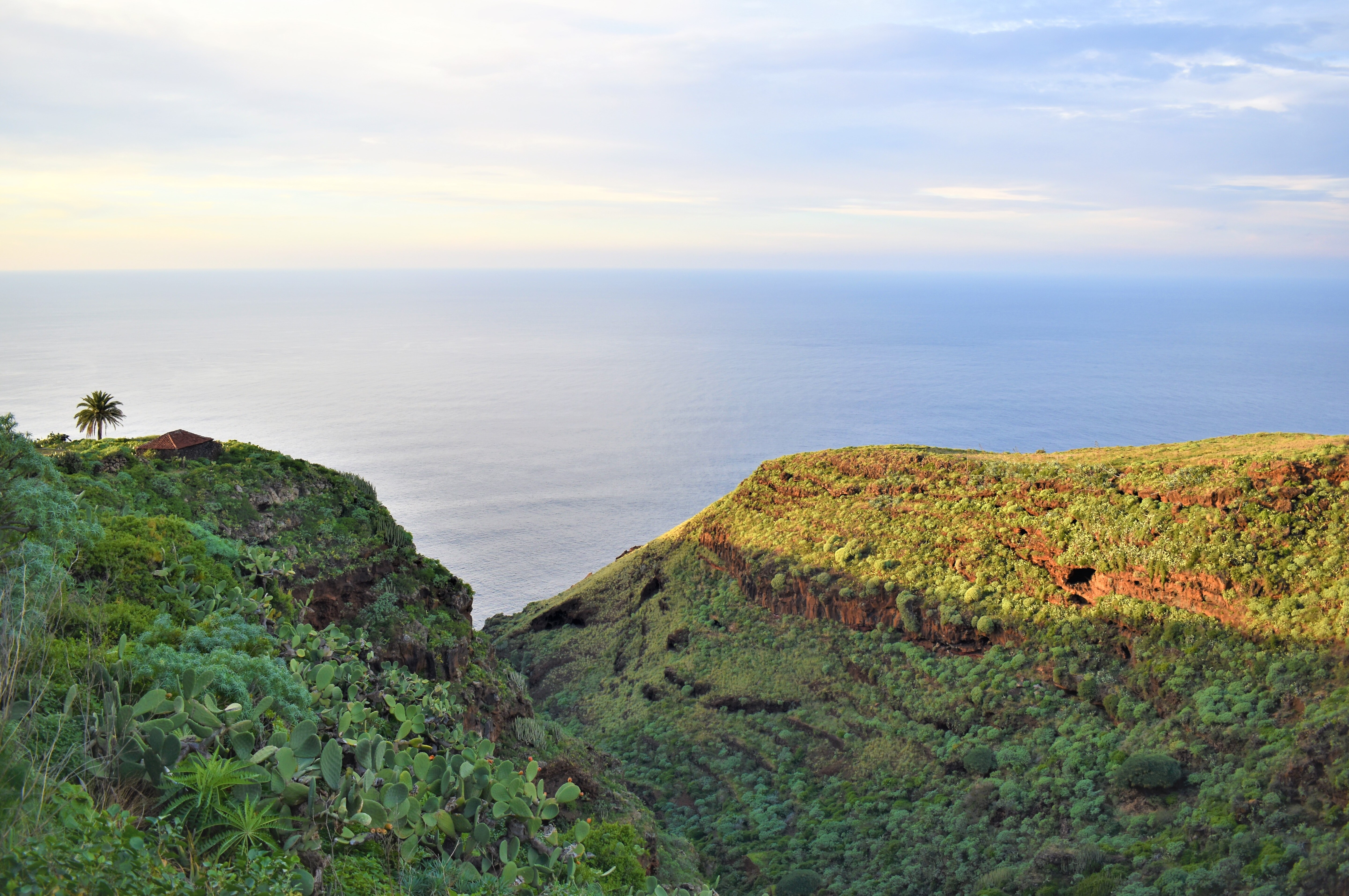
Barranco en Santo Domingo.
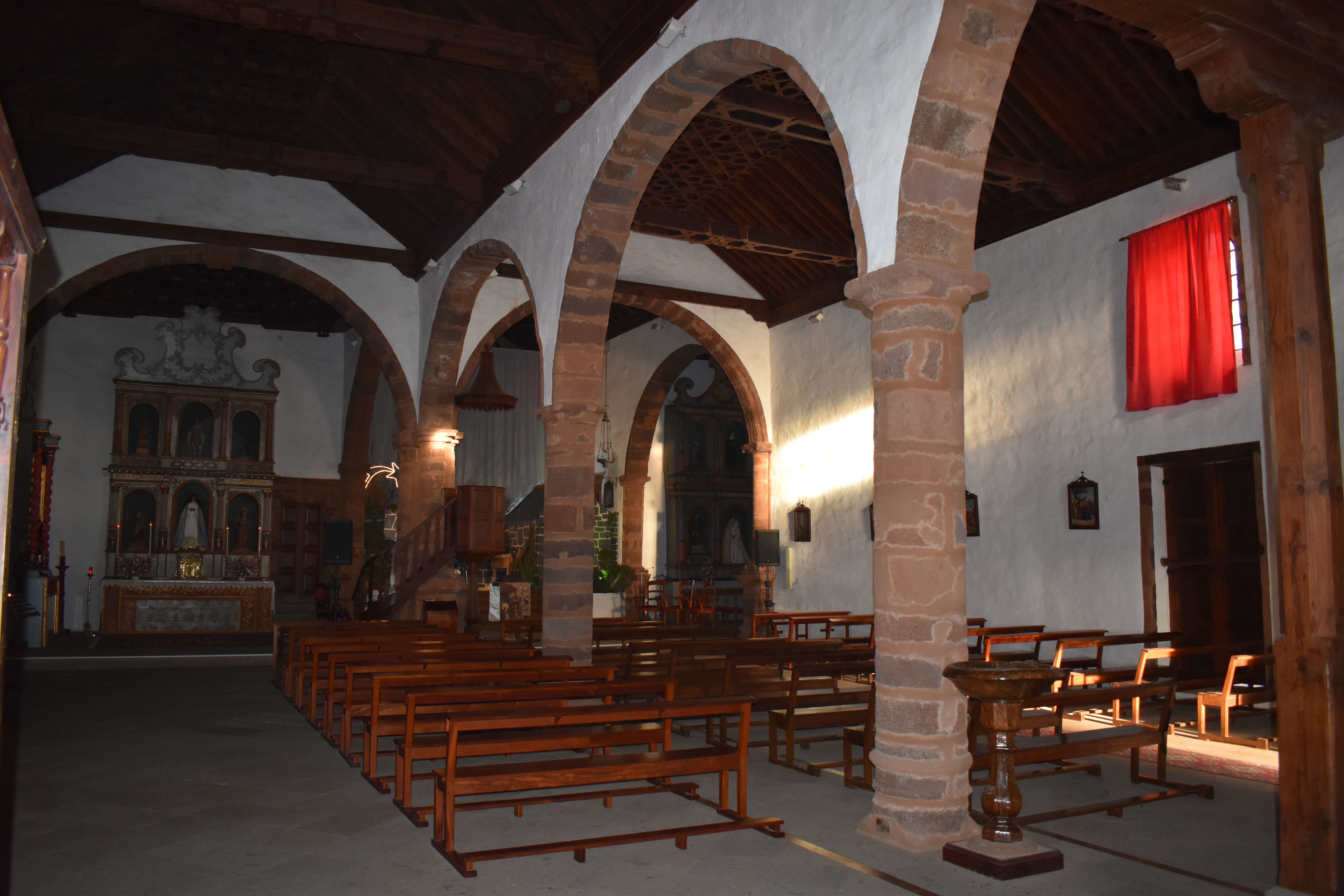
Interior Iglesia Nra Sra La Luz Garafia.
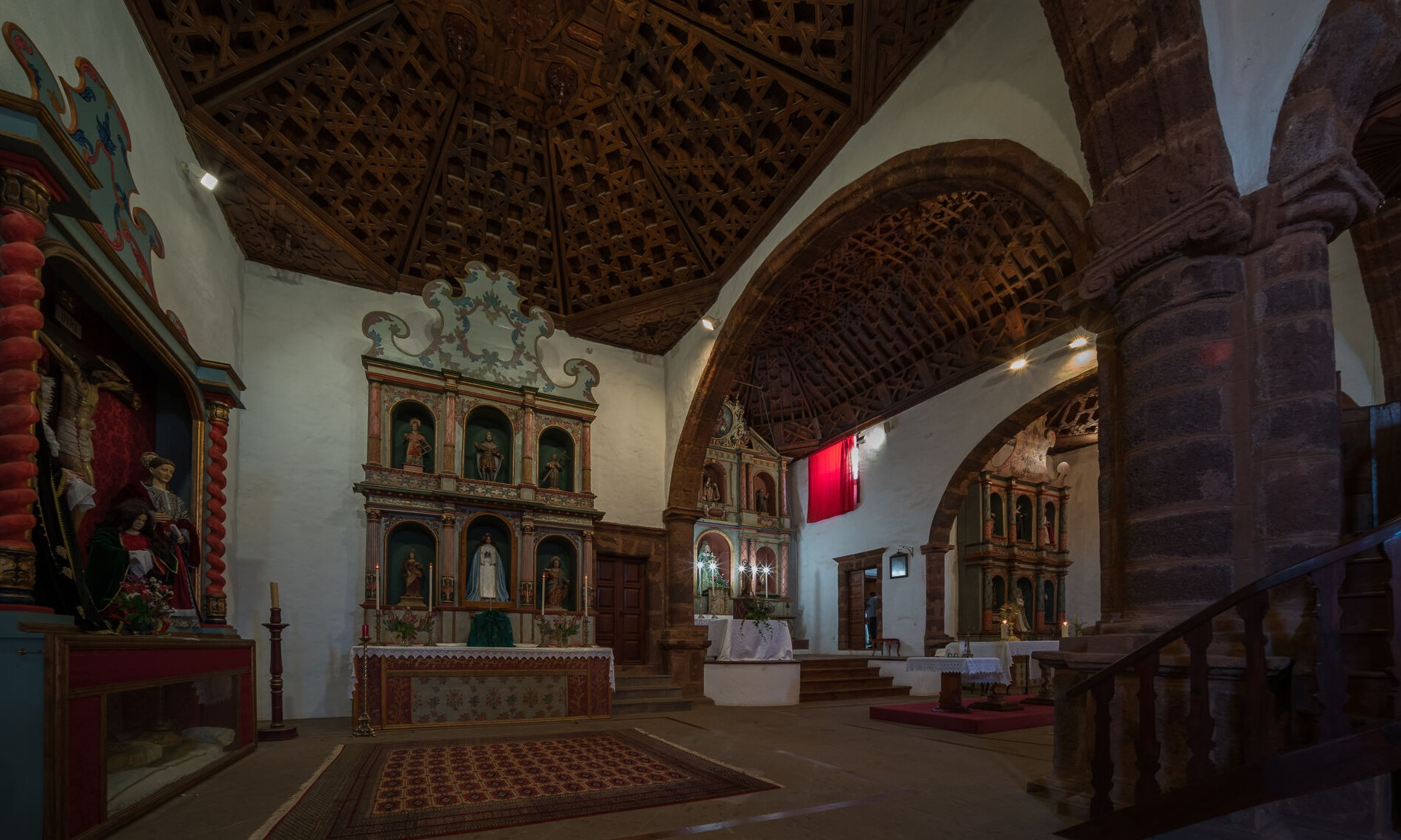
Interior Iglesia Nra Sra La Luz3.
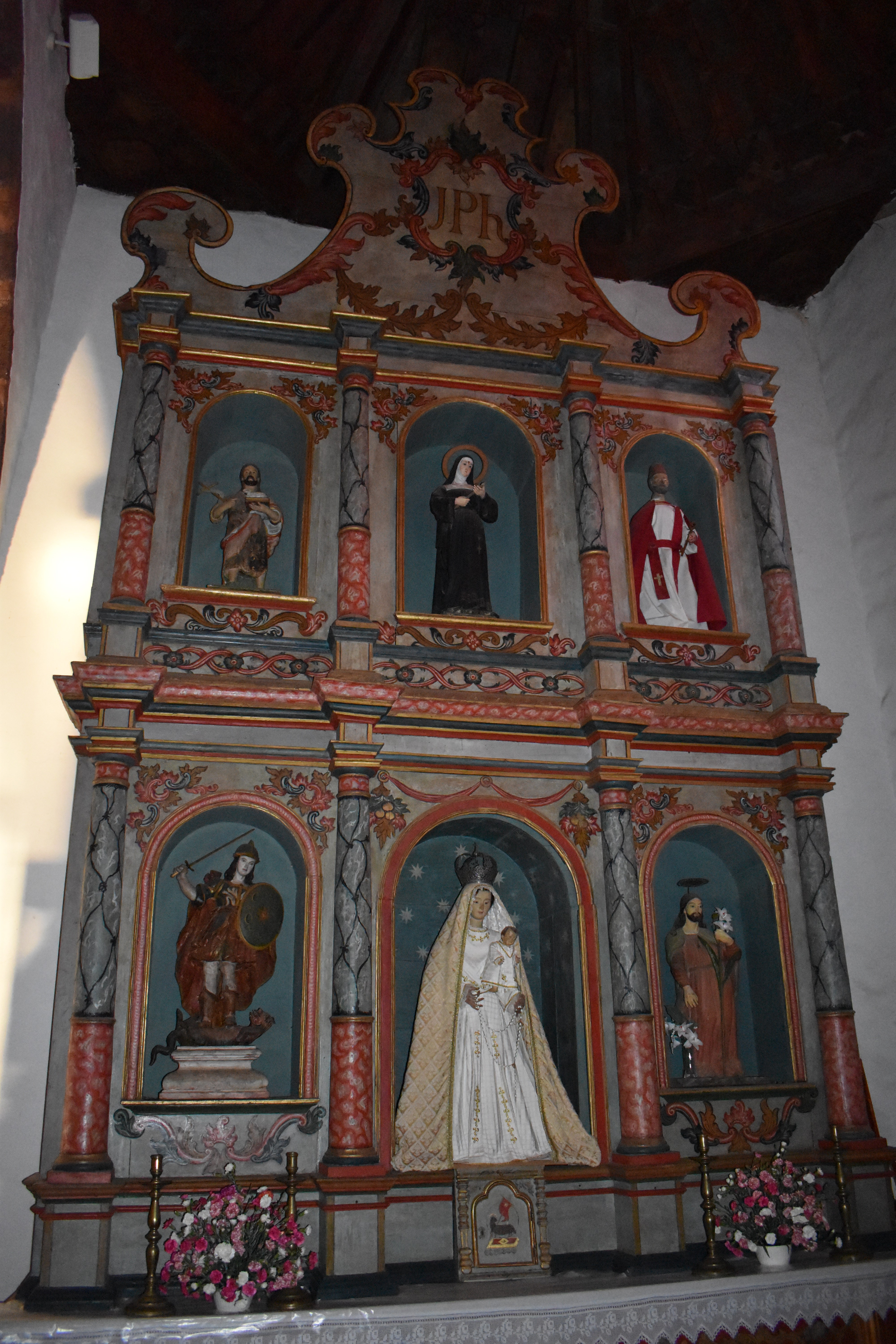
Altar Iglesia Nra Sra La Luz Garafia.